# Eparchia di Minsk

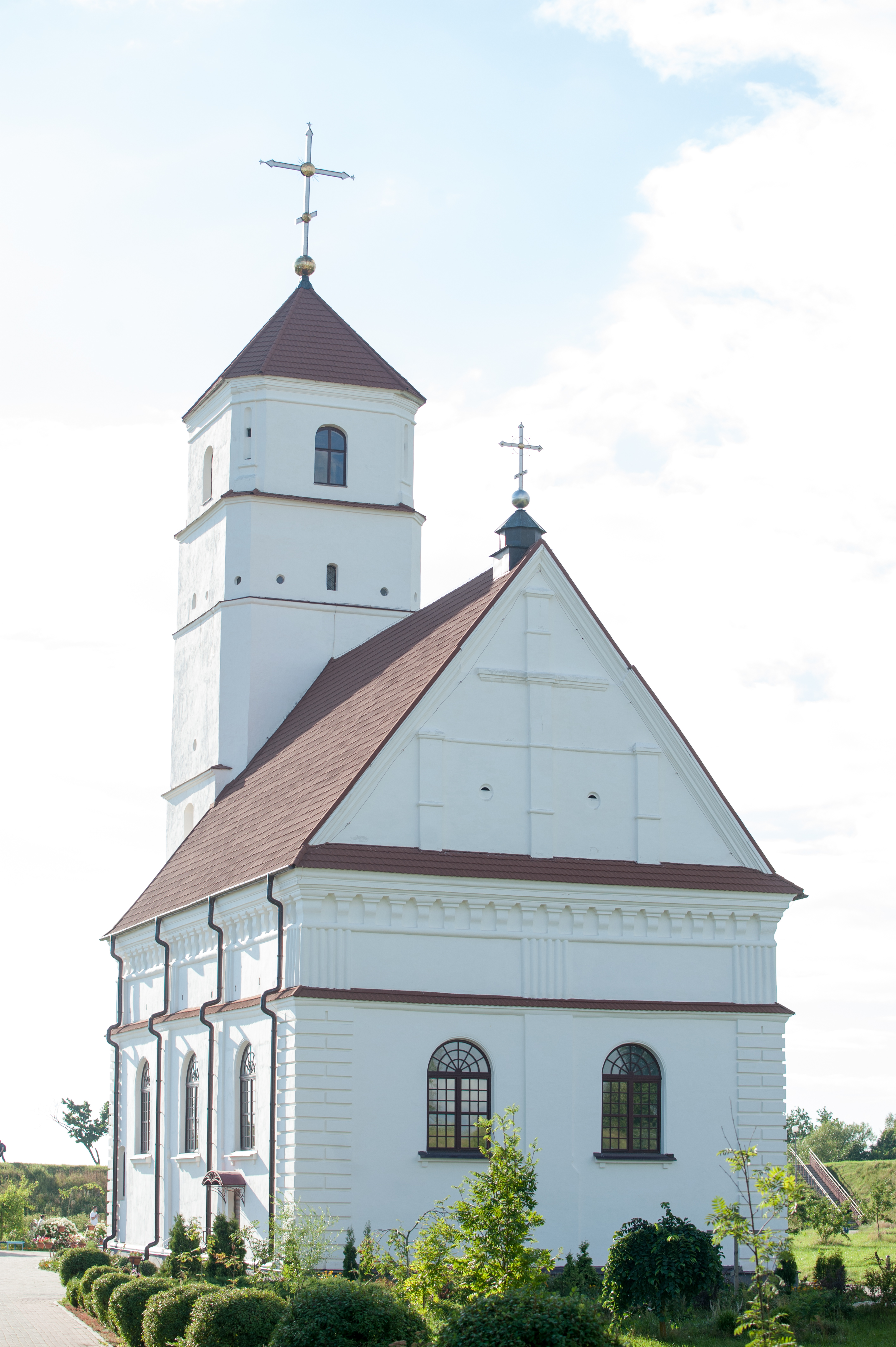
La concattedrale della Trasfigurazione di Zasłaŭje.

L'eparchia di Minsk (in bielorusso: Мінская епархія; in russo Минская епархия?) è un'eparchia dell'esarcato bielorusso del Patriarcato di Mosca.
Dal 25 giugno 2020 l'eparca, metropolita di Minsk e Zasłaŭje, ed esarca patriarcale di tutta la Bielorussia, è Beniamino, nato Vital Ivanovich Tupeka.

## Territorio
L'eparchia comprende il distretto di Minsk.
Sede eparchiale è la città di Minsk, dove si trova la cattedrale dello Spirito Santo. A Zasłaŭje sorge la concattedrale della Trasfigurazione.
A giugno 2020 l'eparchia comprendeva 96 parrocchie suddivise in 10 decanati.

## Storia
L'eparchia è stata istituita con decreto imperiale del 13 aprile 1793, in origine aveva sede a Sluck e comprendeva le regioni occidentali dell'Impero russo, frutto della seconda spartizione della Polonia. La sede è stata successivamente trasferita Minsk il 3 settembre 1799 con decreto del 12 aprile 1795.
Il 6 luglio 1989 ha ceduto porzioni di territorio per l'erezione delle eparchie di Mahilëŭ, Pinsk e Polack. Nell'ottobre successivo l'eparchia è entrata a far parte dell'esarcato bielorusso del Patriarcato di Mosca.
Nel febbraio 1992 il suo territorio è stato riorganizzato e limitato alla regione di Minsk. n questo contesto cedette porzioni di territorio per la restaurazione dell'eparchia di Hrodna.
Il 23 ottobre 2014 ha ceduto porzioni di territorio a vantaggio dell'erezione delle eparchie di Barysaŭ, Maladzečna e Sluck. Queste tre nuove diocesi, assieme a quella di Minsk sono entrate a fare parte della neonata metropolia di Minsk, l'unica metropolia sul territorio della Bielorussia. Da questo momento l'eparca ha il titolo di "metropolita di Minsk e Zasłaŭje".